# Tsepo Mathibelle
Tsepo Ramonene Mathibelle (Mabote, 30 giugno 1991) è un maratoneta lesothiano.

## Biografia
Mathibelle si è avvicinato all'atletica leggera a 14 anni, debutta internazionalmente ai Mondiali di cross in Spagna nel 2011. Ha corso la sua prima maratona nel 2012 raggiungendo lo standard per partecipare ai Giochi olimpici di Londra 2012, gara in cui è arrivato per ultimo al traguardo.
Successivamente ha preso parte a diverse edizioni dei Mondiali, arrivando nel 2015 in Cina quattordicesimo dopo aver guidato per circa 36 km la gara. Ha preso parte alla sua seconda Olimpiade a Rio de Janeiro 2016 senza portare a termine la gara.

## Palmarès
| Anno | Manifestazione          | Sede           | Evento         | Risultato | Prestazione | Note                                     |
| ---- | ----------------------- | -------------- | -------------- | --------- | ----------- | ---------------------------------------- |
| 2011 | Mondiali di cross       | Punta Umbría   | Individuale    | 85º       | 37'43"      |                                          |
| 2011 | Giochi panafricani      | Maputo         | Mezza maratona | 16º       | 1h10'27"    |                                          |
| 2012 | Giochi olimpici         | Londra         | Maratona       | 85º       | 2h55'54"    |                                          |
| 2013 | Mondiali                | Mosca          | Maratona       | dnf       | dnf         |                                          |
| 2014 | Giochi del Commonwealth | Glasgow        | Maratona       | 12º       | 2h16'21"    |                                          |
| 2015 | Mondiali                | Pechino        | Maratona       | 14º       | 2h17'17"    |                                          |
| 2015 | Giochi panafricani      | Brazzaville    | Mezza maratona | 12º       | 1h07'22"    |                                          |
| 2016 | Giochi olimpici         | Rio de Janeiro | Maratona       | dnf       | dnf         |                                          |
| 2017 | Mondiali                | Londra         | Maratona       | dnf       | dnf         |                                          |
| 2018 | Giochi del Commonwealth | Gold Coast     | Maratona       | dnf       | dnf         |                                          |
| 2022 | Giochi del Commonwealth | Birmingham     | Maratona       | 17º       | 2h38'52"    | Miglior prestazione personale stagionale |

## Altre competizioni internazionali
2017
- 24º alla Maratona di Ottawa ( Ottawa) - 2h25'13"
- 6º alla Maratona di Pechino ( Pechino) - 2h13'50"
- 13º alla Maratona di Seul ( Seul) - 2h16'11"